# Tomonari Ono
Tomonari Ono (7 de febrero de 1974) es un deportista japonés que compitió en atletismo. Ganó una medalla de bronce en el Campeonato Mundial de Atletismo en Pista Cubierta de 1995, en la prueba de 4 × 400 m.

## Palmarés internacional
| Campeonato Mundial en Pista Cubierta | Campeonato Mundial en Pista Cubierta | Campeonato Mundial en Pista Cubierta | Campeonato Mundial en Pista Cubierta |
| Año                                  | Lugar                                | Medalla                              | Prueba                               |
| ------------------------------------ | ------------------------------------ | ------------------------------------ | ------------------------------------ |
| 1995                                 | Barcelona (España)                   | Medalla de bronce                    | 4 × 400 m                            |